# Valea Părului (okręg Teleorman)
Valea Părului – wieś w Rumunii, w okręgu Teleorman, w gminie Mârzănești. W 2011 roku liczyła 865 mieszkańców.